# Skärmsläckare

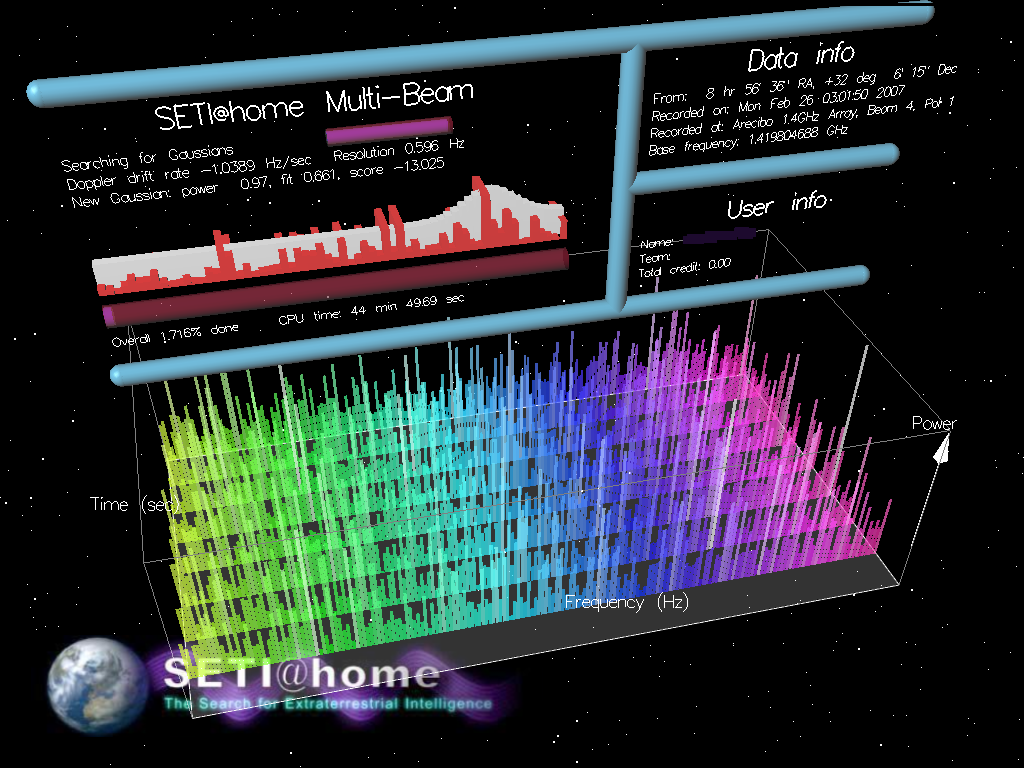
En skärmsläckare som visar en körning av SETI@home

En skärmsläckare, engelska screensaver, är ett datorprogram som startar automatiskt då en dator inte använts under en tid. Programmets uppgift är att förhindra att skärmen tar skada av att visa samma bild under lång tid, så kallad inbränning. Ju ljusare färger i bilden, desto större är risken för att skärmen slits. Särskilt stor var den risken på de gamla CRT-skärmarna. 
Skärmsläckare har oftast någon rörlig figur av mer eller mindre fantasifull utformning på en i övrigt mörk skärm; detta för att minska slitage på skärmen men även för att visa att datorn är igång. De flesta skärmsläckare har en valbar funktion för lösenordsskydd så att obehöriga inte kan använda datorn om ägaren gått ifrån den påslagen.
Idag har de flesta datorskärmar ett energisparläge som kan styras från datorn; datorn kan alltså stänga av skärmen efter en stunds inaktivitet. Detta gör att skärmsläckarens betydelse har minskat och är numera huvudsakligen en kosmetisk detalj. 

## Säkerhet
Sökfrasen free screensaver (svenska "gratis skärmsläckare") anses vara den farligaste på sökmotorn Google. Risken för att sökträffarna leder till skadligt material, såsom datorvirus och trojanska hästar, är så hög som 64 procent.